# Gaupne
Gaupne è un villaggio della Norvegia, situato nella municipalità di Luster, nella contea di Vestland.